# 郭思琳
郭思琳（1986年11月18日—），香港女性模特兒，2007年香港小姐參選者。

## 參選經歷
2007年，郭思琳參選香港小姐競選，惟未能入選面試實錄。
她曾在多份香港雜誌做封面人物，也做過商品宣傳或形象模特兒。

## 演出

### 電視節目（ViuTV）
- 2016年：《G-1格鬥會》參賽者
- 2017年：《超低能特攻隊》第1個禮拜嘉賓

### 電影
- 2014年：《單身男女2》
- 2016年：《三人行》 飾 深切治療科醫生
- 2016年：《辣警霸王花》 飾 Margiela
- 2019年：《臥虎潛龍》
- 2020年：《擊鬥女神》 飾 張蕾

### 網絡劇
- 2019年：《性敢中環》飾 郭思明
- 2020年：《歎息橋》飾 小麗

### 廣告
- 肯德基
- 維他檸檬茶

### 主持
- RoadShow
- 芝華士萬聖節活動

## 外部
- 郭思琳的Instagram帳戶
- 郭思琳的新浪微博